# Coux, Charente-Maritime
Coux är en kommun i departementet Charente-Maritime i regionen Nouvelle-Aquitaine i västra Frankrike. Kommunen ligger  i kantonen Montendre som ligger i arrondissementet Jonzac. År 2022 hade Coux 484 invånare.

## Befolkningsutveckling
Antalet invånare i kommunen Coux
Referens:INSEE